# Noongar
Los noongar (también conocidos como nyungar) son un pueblo aborigen australiano que residen en el extremo suroeste de la provincia de Australia Occidental desde Geraldton hasta Esperance.

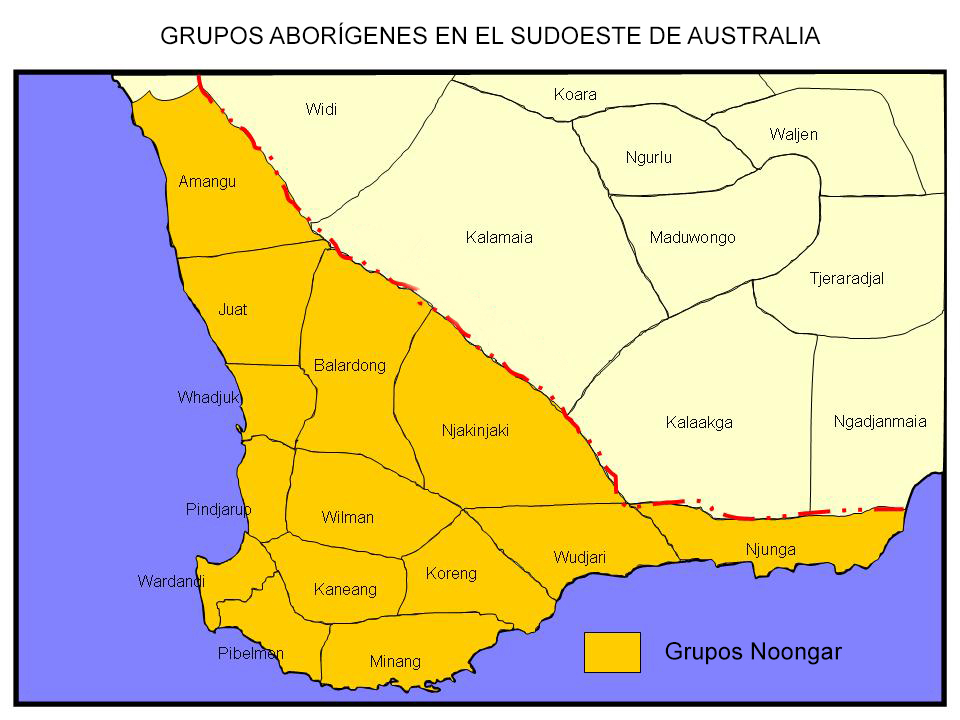
Distribución de los grupos Noongar en el suroeste de Australia.

Sus tierras tribales se extienden desde Jurien Bay en el norte de la región hasta la costa al sur y los pueblos de Ravensthorpe y Southern Cross por el este. Además, el nombre Noongar es usado para identificar al lenguaje que la tribu emplea.
Anterior al establecimiento europeo, el pueblo noongar estaba dividido en al menos 13 grupos o tribus diferentes, que compartían una cultura común y un lenguaje similar con algunas diferencias dialectales. Algunos autores consideran que el pueblo noongar es identificado por dos factores, siendo el primero de estos el uso de una palabra similar a "noongar" para describirse a sí mismos (significa hombre), y a diferencia de la mayoría de los indígenas australianos, no circuncidaban a los niños varones como parte de una ceremonia de iniciación. 
Actualmente, gran parte de la cultura noongar se ha perdido, incluyendo la identificación con agrupaciones regionales particulares, aunque en tiempos modernos algunas personas noongar están solicitando su afiliación a los grupos identificados por Tindale en el siglo XX.[cita requerida]
Como otros grupos aborígenes, la comunidad noongar mantiene disputas legales con el gobierno estatal por el reconocimiento de sus derechos ancestrales sobre sus tierras y obtener el llamado Native Title (Título Nativo). Ejemplar el rol del activista Eddie Mabo a este respecto: también gracias a su trabajo, la doctrina del Terra Nullius bajo el amparo de la cual se colonizó Australia, ha quedado proscrita.

## Historia
Se estima que, previo a la colonización europea, la población noongar alcanzó entre 6.000 y 10 000 habitantes. Una vez que los colonizadores llegaron, la violencia y las enfermedades traídas por ellos diezmaron a gran parte de la población; sin embargo, actualmente, según el pueblo noongar, suman más de 28 000 personas.
El censo del 2001 por otro lado, indica que había aproximadamente 21.000 noongar en el suroeste del país. Hoy en día, la mayoría de los noongar viven en la Región Metropolitana de Perth.
El pueblo tradicional noongar se sustentaba a través de la caza y pesca de una gran variedad de fauna, entre los que se incluían canguros, posums y wallabies, además de la recolección de una gran variedad de plantas silvestres, incluidas semillas de acacia. Las semillas de las palmeras de zamia se consideraban un alimento básico, pese a que requerían un difícil tratamiento para eliminar su toxicidad. Los noongar utilizaban cuarzo en lugar de roca para sus lanzas y cuchillos.[cita requerida]
El pueblo noongar vio la llegada de los europeos como el regreso de la gente fallecida. A medida que llegaban desde el oeste, los aborígenes los llamaban djanga (o djanak), que significa "espíritus blancos".

## Economía
Gracias al estado actual de la población noongar, en el cual se encuentran extensamente urbanizados y concentrados en pueblos regionales importantes, el impacto directo de su comunidad en la economía de Australia Occidental se ha estimado en un rango de 500 a 700 millones de dólares por año.

## Calendario
La vida del pueblo noongar se regía por un calendario de seis estaciones. Esto no es inusual entre los aborígenes australianos, pues otras naciones nativas poseen calendarios de hasta ocho estaciones. El pueblo noongar no define las estaciones exclusivamente con base en criterios astronómicos, como el calendario gregoriano o el precedente calendario juliano, sino que entran en juego las precipitaciones atmosféricas, los vientos, el comportamiento de la flora, la reproducción y la migración de las especies animales, entre otros factores.[cita requerida]
Las seis estaciones, llamadas bonar, son:
- birak: el primer verano (diciembre/enero). La temperatura sube. El pueblo noongar se aproxima a ríos, lagos y pantanos para buscar comida. También se dedica a crear áreas cortafuegos, reduciendo el combustible vegetal de las zonas arbustivas que fácilmente podrían incendiarse en la estación siguiente.
- bunuru: el segundo verano (febrero/marzo). El clima es tórrido. Las tribus noongar se aproximan al océano en busca de refrigerio y pescado de agua salada.
- djeran: el otoño (abril/mayo). El bochorno disminuye. Los noongar se preparan para la bajada de la temperatura y a las apremiantes lluvias: cosechan todo comestible que encuentran y lo conservan para transportarlo consigo ríos arriba. Es la estación en la que se concentra lo más importante de la sociedad noongar: las bodas y varios rituales religiosos.
- makuru: las primeras lluvias (junio/julio). Para evitar las riadas típicas de esta estación y las temperaturas rígidas, los noongar se trasladan hacia el norte y al interior. Además de la comida almacenada, se alimentan de crustáceos y pescado de agua dulce, pero también de caza: possums, emús y canguros.
- djilba: las segundas lluvias (agosto/septiembre). La primavera se asoma. Brotan las primeras yemas, nacen las crías de la fauna silvestre. Las tribus noongar se desplazan hacia el sur.
- kambarang: la floración (octubre/noviembre). Hay abundancia de flores, los animales crían a sus cachorros, la naturaleza rebosa de comida. Las distintas tribus noongar se mueven hacia el sur desde el norte árido.